# Рудаково (Тверская область)
Рудаково — деревня в Бологовском районе Тверской области.

## История
Создана в начале XX века крестьянами из села Медведево (приблизительно 1916—1918 гг). Медведево было очень густозаселенным, поэтому появилась необходимость в создании новой деревни. Крестьянам предложили на выбор два участка земли: около города Бологое и рядом с Медведево, в двух километрах от озера Оловенец. Крестьяне выбрали второй участок. Назвали деревню по фамилии землемера Рудакова, нарезавшего землю для новой деревни.